# Fait divers (film, 1945)
Pour les articles homonymes, voir Fait divers (homonymie).
Pour plus de détails, voir Fiche technique et Distribution.
Fait divers (titre italien : Fatto di cronaca) est un drame italien réalisé par Piero Ballerini et sorti en février 1945. 
Le film est inspiré du roman La vita può ricominciare d'Alfredo Vanni.
Le tournage a débuté le 22 février 1944 au Cinevillaggio à Venise. Il s'agit du premier film de la période de la République de Salò et régulièrement distribué.
Il s'agit du dernier film tourné par Luisa Ferida et Osvaldo Valenti  qui, accusés de collaboration avec la République de Salò, créée par Benito Mussolini, sont fusillés en 1945 par des membres de la Résistance italienne.

## Synopsis
Andrea, acteur de théâtre de variété, marié depuis peu, abandonne son épouse pour suivre une ballerine.
Son épouse Linda est obligée de travailler afin de subvenir à ses besoins et à ceux de sa mère. Elle essaye d'obtenir en vain des nouvelles de son mari qui entre-temps pense avoir tué un homme et est recherché par la police. Andrea, en fuite finit par se réfugier et se cacher dans la maison de la mère où il a l'opportunité d'apprécier les qualités morales de l'épouse abandonnée.
Linda tombe enceinte et les rumeurs indiquent que le père serait un certain Bruno, un jeune homme resté proche de Linda pendant l'absence de son mari. Afin de faire taire les rumeurs, Andrea se rend à la police, mais l'homme qu'il pensait avoir tué, en réalité blessé, s'est rétabli.  Andrea est par conséquent rapidement libéré et les deux époux reprennent la vie commune.

## Distribution
- Luisa Ferida: Linda
- Osvaldo Valenti: Andrea
- Attilio Dottesio
- Giuseppe Zago
- Cesco Baseggio
- Anna Capodaglio
- Frida Carbonetti
- Milena Penovich
- Egisto Olivieri

## Fiche technique
- Titre français : Fait divers
- Titre original : Fatto di cronoca
- Réalisation : Piero Ballerini
- Scénario :Corrado Pavolini, Paola Ojetti, Piero Ballerini
- Décors :Italo Cremona
- Costumes :
- Photographie :Carlo Nebiolo
- Son :
- Montage :Piero Ballerini
- Musique : Ennio Porrino
- Production :Larius
- Société de production :
- Société de distribution : ENIC
- Pays d’origine :  Royaume d'Italie
- Langue : Italien
- Format : Noir et blanc - Mono
- Genre :Drame
- Durée : 91 minutes
- Dates de sortie : 
  -  Royaume d'Italie : 16 février 1945